# Rimac Automobili
Rimac es una empresa croata fabricante de automóviles y de motores eléctricos de alta gama, con sede en Sveta Nedelja (Zagreb). Su primer producto es el automóvil superdeportivo eléctrico Concept_One. En 2012 colaboró en el prototipo Volar-e con Applus+ IDIADA.

## Historia
En 2007 Mate Rimac, con 19 años, él mismo en su garaje convirtió un BMW E30 en un coche totalmente eléctrico. Sus prestaciones de 600 CV (592 HP; 441 kW) y 900 N·m (664 lb·pie) de par máximo, capaz de acelerar de 0 a 100 km/h (0 a 62 mph) en 3.3 segundos, llamó la atención de periodistas e inversores potenciales. Con esto hizo posible su trayectoria como fabricante de coches eléctricos. Su meta era hacer un coche eléctrico comparable con los mejores superdeportivos del mercado y demostrar que la motorización eléctrica puede ser atractiva y con buenas prestaciones.
En 2009 formó la empresa y reunió a un equipo de expertos para construir su superdeportivo, diseñado desde cero. Así, en 2012 presentó el Concept_One.
En 2014 la empresa recibió una inversión de 10 000 000 € por parte de Frank Kanayet y Camel Group, quienes tienen el 8.8% y 14% de las acciones de la empresa, respectivamente.[cita requerida]

## Productos y proyectos

### Vehículos

#### Concept_One

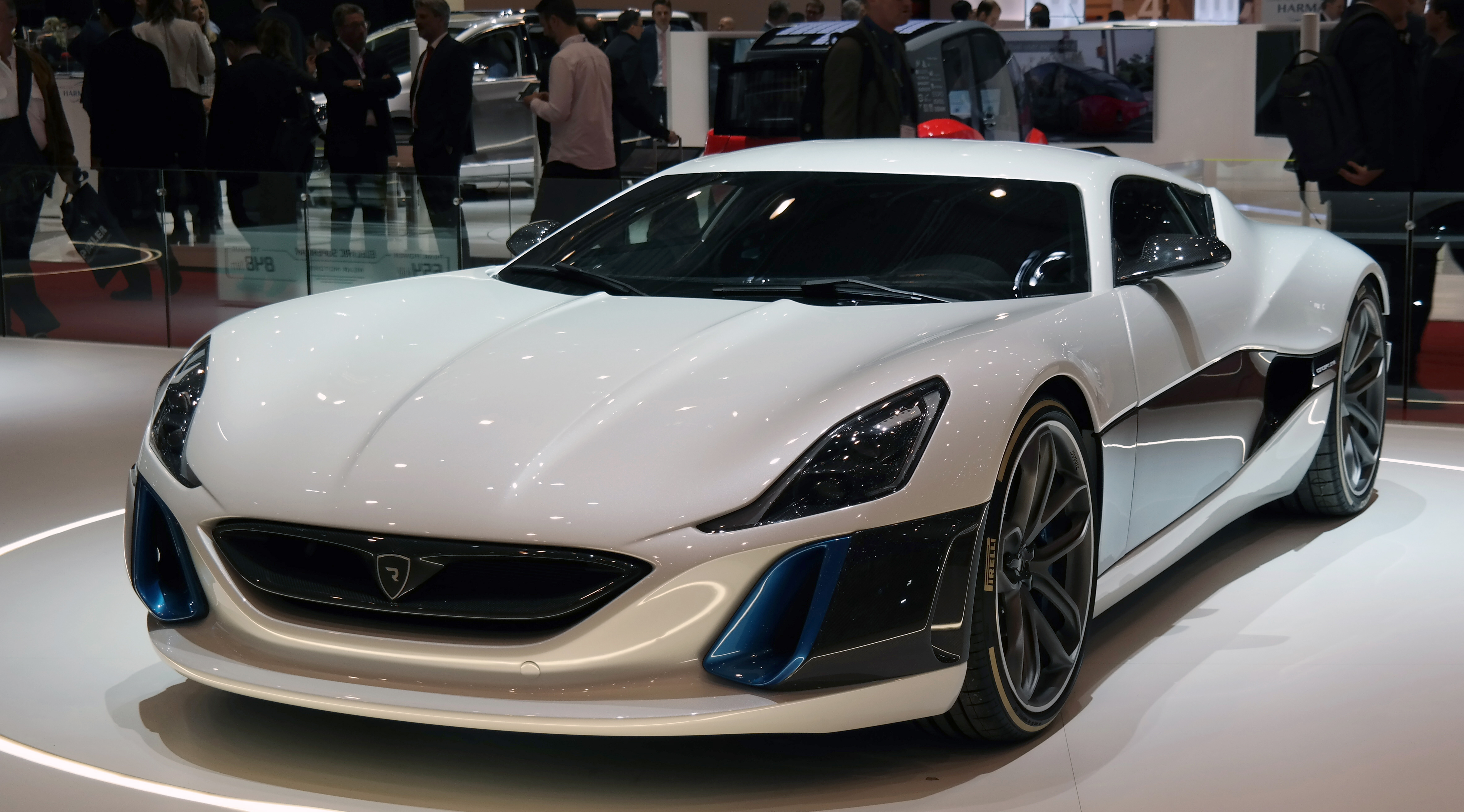
En el Salón del Automóvil de Ginebra de 2017

Es el deportivo eléctrico con las mejores prestaciones del mercado.[cita requerida] Con un peso de 1900 kg (4189 libras), es capaz de acelerar de 0 a 100 km/h (0 a 62 mph) en 2.5 segundos, de 0 a 200 km/h (0 a 124 mph) en 6 segundos y de 0 a 300 km/h (0 a 186 mph) en 14 segundos. Su velocidad punta es de 355 km/h (221 mph), limitada electrónicamente para no comprometer en exceso la autonomía. La tracción está compuesta por cuatro motores de imanes permanentes que le proporcionan un total combinado de 1227 CV (1210 HP; 902 kW) y 1600 N·m (1180 lb·pie) de par máximo hasta 6500 rpm. Las baterías tipo LiNiMnCoO2 le proporcionan una autonomía aproximada de 400 km (200 millas), las cuales se cargan totalmente en 30 minutos con un adaptador de 120 kW (163 CV; 161 HP). El exterior ha sido diseñado por Pininfarina.
La producción limitada de las ocho unidades inició en 2015.

#### Concept_S

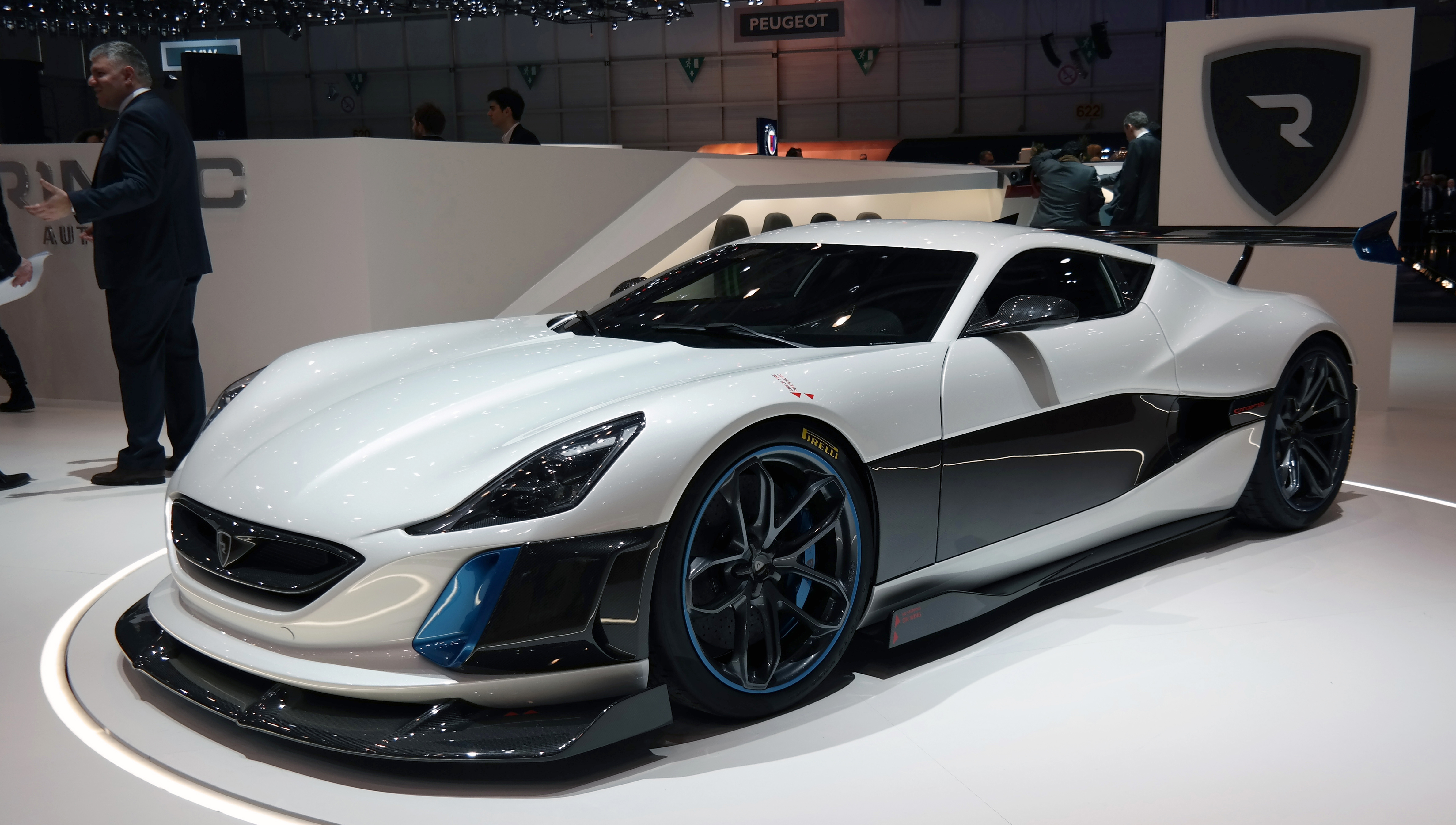
En el Salón del Automóvil de Ginebra de 2016

Ha sido el segundo deportivo eléctrico que presentó la firma. Con un peso de 1800 kg (3968 libras), es capaz de acelerar de 0 a 100 km/h (0 a 62 mph) en 2.5 segundos, de 0 a 200 km/h (0 a 124 mph) en 5.6 segundos y de 0 a 300 km/h (0 a 186 mph) en 13.1 segundos. Su velocidad punta es de 365 km/h (227 mph) limitada electrónicamente para no comprometer en exceso la autonomía. La tracción está compuesta por cuatro motores eléctricos que le proporcionan un total combinado de 1384 HP (1403 CV; 1032 kW) y 1800 N·m (1328 lb·pie) de par máximo desde 0 hasta las 6500 rpm. Las baterías tipo LiNiMnCoO2 le proporcionan una autonomía aproximada de 400 km (200 millas), se cargan totalmente en 30 minutos con un adaptador de 120 kW (163 CV; 161 HP).

#### Nevera

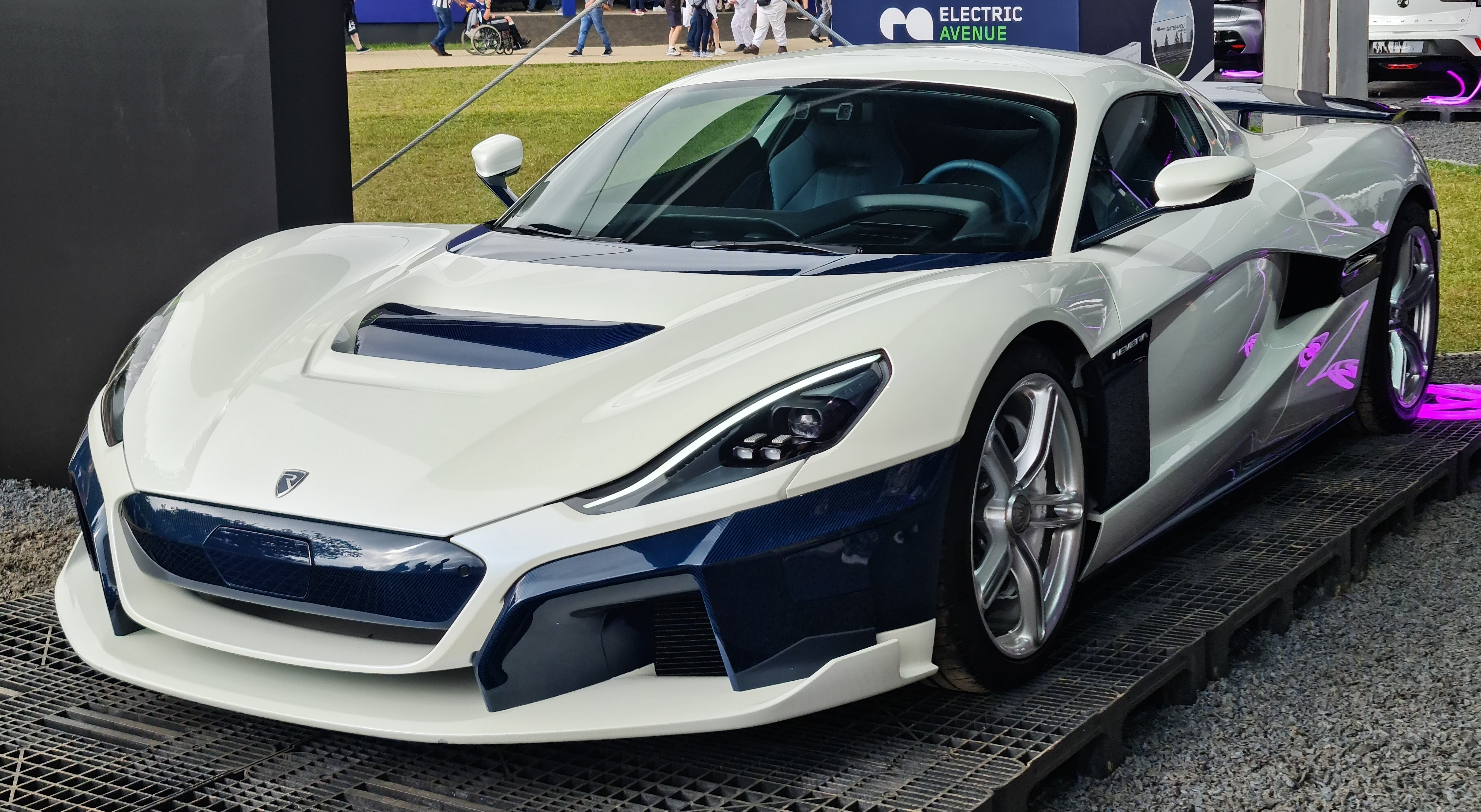
El Nevera

Se presentó en el Salón del Automóvil de Ginebra de 2018. Acelera de 0 a 100 km/h (0 a 62 mph) en 1.97 segundos y de 0 a 300 km/h (0 a 186 mph) en 9.3 segundos, con una velocidad máxima de 412 km/h (256 mph). Tiene cuatro motores, uno para cada rueda que le proporcionan una potencia máxima combinada de 1941 CV (1914 HP; 1428 kW). Utiliza una batería de 120 kWh (432 MJ), para una autonomía de 650 km (404 millas) en el ciclo NEDC.
Se anunciaba que dispondría de conducción autónoma de nivel 4. Estaba previsto que su producción comenzara a finales de 2018, limitada a solamente 150 unidades.

#### E-Runner Concept_One
Es un automóvil de carreras eléctrico fabricado por Rimac y Tajima Motor. Ha sido pilotado por Nobuhiro Tajima para la sesión de Pikes Peak de 2015 y 2016.[cita requerida]
El E-Runner Concept_One acelera de 0 a 100 km/h (0 a 62 mph) en 2.2 segundos y de 0 a 200 km/h (0 a 124 mph) en 5.4 segundos, con una velocidad máxima limitada electrónicamente a 270 km/h (168 mph), suficientes para la prueba.

### Colaboraciones

#### Koenigsegg Regera
Rimac fue seleccionada por Koenigsegg para el suministro de los inversores, la electrónica de potencia y el sistema de baterías para las 80 unidades del superdeportivo híbrido Regera. Está equipado con baterías de 4,5 kWh (16 MJ) de capacidad y 800 V, que pueden llegar a dar una potencia máxima superior a los 700 CV (690 HP; 515 kW). Son las baterías con mayor densidad de potencia que existen en el mercado.[cita requerida]

#### Aston Martin Valkyrie
Rimac estaba desarrollando el paquete de baterías que equiparía al superdeportivo híbrido AM-RB 001: Aston Martin Valkyrie. Sería una producción limitada a 150 unidades.

#### Pininfarina Battista
Superdeportivo eléctrico que comparte motorización, electrónica y baterías del Nevera.

#### Roborace
Los prototipos Devbot equipan electrónica de potencia diseñada por Rimac.[cita requerida]